# Armòrica
Armòrica és la regió de la Gàl·lia que correspon, aproximadament, la zona entre Pornic (prop de Nantes) a Dieppe aplegant l'actual Bretanya, el nord-oest del país del Loira i la totalitat del litoral de Normandia. El seu nom prové de l'expressió gal·la are-mori ('al mar'), que va evolucionar a * are-mor-ika o 'lloc davant/vora el mar'.

## Història

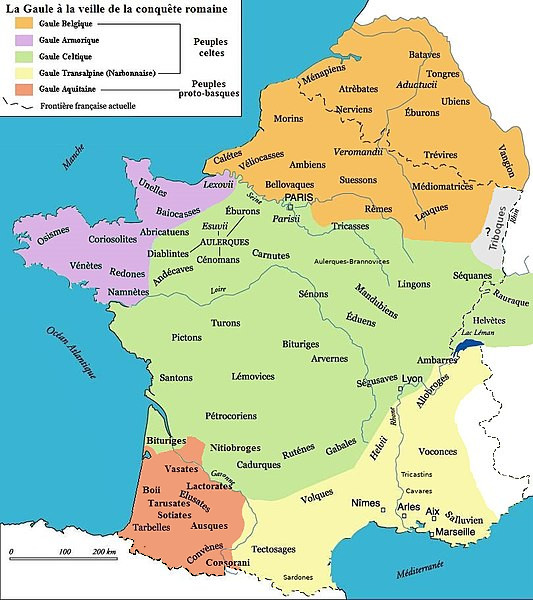
Armòrica (en lila) dins el conjunt de la Gàl·lia

### Notícies dels clàssics
En la seva Història Natural, Plini el Vell afirma que Armórica és l'antic nom d'Aquitània i esmenta que els Pirineus són com la vora austral de la regió. Tenint en compte l'origen gal del nom, aquesta afirmació té sentit si es considera que Armórica no descriu a un país específic, sinó a una regió geogràfica que la seva característica és estar enfront del mar.
Vivien a Armòrica, segons Juli Cèsar, les tribus dels coriosolites, els rèdons, els ambibaris, els calets, els osismes, els lexovis, els vènets i els unel·les. Cèsar no esmenta els namnetes que se sap que vivien a la part oriental del riu Loira, prop de la desembocadura. Els abricantui, els viducasses/baiocasses, i potser també els corisopitis, vivien també a Armòrica. Plini el Vell esmenta els armoricis probablement referit als habitants d'Armòrica.
La República Romana va tenir llargs anys de relacions comercials amb els gals i amb els armoricans (fent distinció entre ells). No obstant això, Armórica revenia els productes de Roma als bretons i els belgues. D'aquesta manera, amb la Guerra de les Gàl·lies, Roma aconseguiria desfer-se de l'intermediari comercial, i de pas estenia el seu territori per compensar la demanda de terres pels plebeus romans.

### Conquesta romana
El comerç entre Armórica i les Illes Britàniques va ser descrit per Diodor Sícul. Després de la campanya de Cras en 57 aC, la resistència armoricana al domini romà era recolzada pels aristòcrates cèltics de Britànnia. En resposta, Roma va envair Britànnia dos cops, en 55 aC i 54 aC, sota el comandament de Juli Cèsar.
Les tribus d'Armòrica, dels que la tribu principal eren els venetis, es van confederar en temps de Juli Cèsar, i es van unir a la revolta de Vercingetorix el 52 aC. La regió va estar controlada per l'Imperi Romà des de la fi de la Guerra de les Gàl·lies fins a començaments del segle v. Va ésser, però, controlada més superficialment que la resta de la Gàl·lia i, per tant, la romanització no arribà a completar-se mai del tot.
En l'Imperi Romà, Armòrica va ser part de la província de Gàl·lia Lugdunensis, la qual tenia la seva capital en Lugdunum (Lió). Quan les províncies romanes van ser reorganitzades en el segle iv, Armòrica va ser col·locada sota les segona i tercera divisions de Lugdunensis. Armòrica es va rebel·lar contra Roma en dues ocasions en el segle v, expulsant als oficials romans en la segona ocasió.

### Després dels romans
La península de Bretanya va conèixer una important immigració de celtes britans procedents majoritàriament de les regions actuals de la Cornualla i el País de Gal·les als segles V a VII. Per tal d'assegurar els seus territoris a l'oest, Clodoveu I va dirigir les seves tropes a Armòrica, on les seves operacions anteriors havien estat incursions menors, però ara l'objectiu una la submissió, que no va aconseguir, i va signar un pacte d'aliança amb els armoricans i els bretons en 503, perquè els armoricans compartien el menyspreu de Clodoveu I pels visigots arrians, i els seus combatents es van integrar així al regne franc. Durant els segles IX i X, els vikings van començar a establir-se en la península de Cotentin, la qual cosa va implicar el desús del nom d'Armòrica, afavorint el de Normandia.

## Etimologia

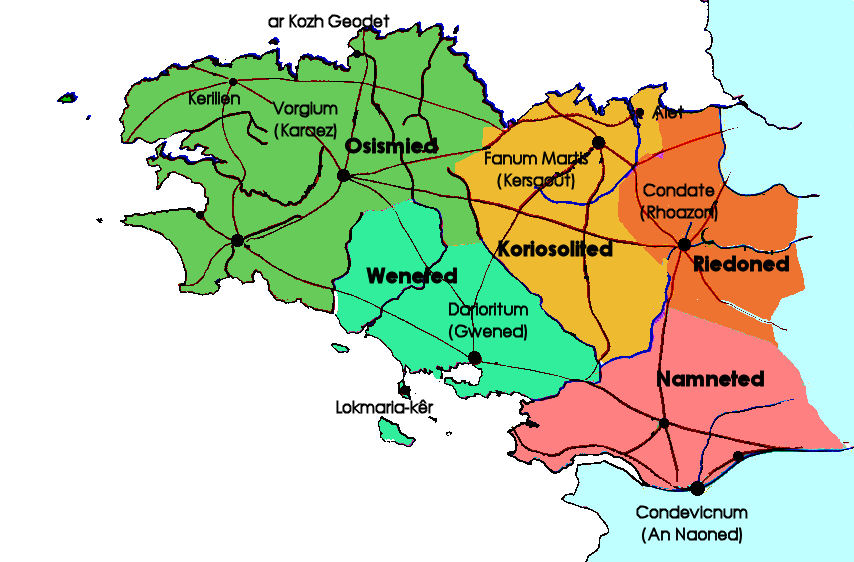
Distribució dels pobles gals de l'actual Bretanya::
Osismes
Vènets
Coriosolites
Rèdons
Namnetes

Aquesta zona marítima de la Gàl·lia i el seu rerepaís es coneixien a l'època en cèltic continental o gal Aremorica « el país que mira al mar », el país dels Aremorici « els qui viuen davant del mar, prop del mar » : Armorica és la llatinització d'aquest terme.
Al nom s'hi poden distingir els següents tres elements cèltics:
- are de l'indoeuropeu comú p°ri- « davant, prop » (cf. irlandès air, ar, a / davant; gal·lès er, vora / a / per; bretó war o ar, a),
- mori « mar » (irlandès muir, genitiu mara; tema en « i » ; gal·lès i bretó : mor, d'on el compost arvor « país del mar » cf. Côtes-d'Armor, amb mutació de /m/ a /v/ característica de les llengües cèltiques modernes)
- sufix -iko- (plural -ici « els qui ») com a Mediomatrici, Arecomici, Latobici, etc. i -ika que serveix per a crear substantius i que retrobem als noms de país Utica (pays d'Ouche), Pertica (Comté du Perche), etc.

Diverses citacions testifiquen aquesta etimologia:
| «                                                                                      | Aremorici : antemorini quia are ante, more mare, morici marini. | » |
| — Glossari d'Endlicher, bibliotecari de la Bibliothèque Palatine, Viena, Àustria, 1836 |                                                                 |   |

| « | Aremorici, antemarini quia are ante; cf. arm. mod. « arvor ». | » |
| — Joseph Loth, Chrestomathie bretonne, armoricain, gallois, cornique, Paris, Émile Bouillon Libraire-éditeur, 1890 |                                                               |   |

| «                                                                                              | Aremorici, (tardif : armorici) « antemarini », var. aremurici (Glossari de Viena) ; irl. « air », gall. bret. « ar- » « sur ». | » |
| — Georges Dottin, La Langue gauloise, grammaire, texte et Glossari, Paris, C.Klincksieck, 1920 | |   |

| «                                                      | En gaulois "Aremorica", anciennement " Paremorica ", " le (pays) devant la mer ", nom de la péninsule qui deviendra la Bretagne. Étaient dits aussi Armoricains à l'époque de César, les peuples riverains de la Manche. | » |
| — Paul-Marie Duval, Les Celtes, Gallimard, Paris, 1977 | |   |